# Імператриця Чанг
Імператриця Чанг (кор. 왕후심청) — корейський художній мультфільм, знятий 2005 року режисером Нельсоном Шином.

## Синопсис
За мотивами однойменної корейської казки. Під час подорожі дочка жертвує собою, щоб відновити зір сліпого батька.

## Реліз
«Імператриця Чанг» вийшов у кінотеатрах 12 серпня, 2005 (Південна Корея) та 15 серпня, 2005 (Північна Корея). Фільм показаний на Міжнародному фестивалі анімаційних фільмів в Ансі (2004), і в Кореї отримав кілька нагород.
Фільм зібрав 140 000 доларів у перші вихідні за бюджету 6 500 000 доларів, продовжуючи тенденцію неефективних корейських анімаційних фільмів для корейського ринку.

## Знімальна група
Режисер — Нельсон Шин
Сценарист — Нельсон Шин, Кванг-хі Ю, Янг-Хьюн Шин, Сеунг-вон Кьонг, Янг-суп Квон та Юнг-ха Кім
Продюсер — Нельсон Шин, Мін-ву Канг та Йі-еун Йі
Композитор — Сунг Донг-Хван